# Jezernice
Jezernice är en ort i Tjeckien.   Den ligger i regionen Olomouc, i den östra delen av landet, 240 km öster om huvudstaden Prag. Jezernice ligger 259 meter över havet och antalet invånare är 661.
Terrängen runt Jezernice är kuperad norrut, men söderut är den platt. Runt Jezernice är det ganska tätbefolkat, med 124 invånare per kvadratkilometer. Närmaste större samhälle är Přerov, 16,2 km sydväst om Jezernice. Trakten runt Jezernice består till största delen av jordbruksmark.